# Erich Offermann
Erich Offermann (* 9. Juli 1885 in Aachen; † 26. Juli 1930 in Lyon) war ein deutscher Segelflugzeugkonstrukteur, Flugingenieur und Flugpionier.

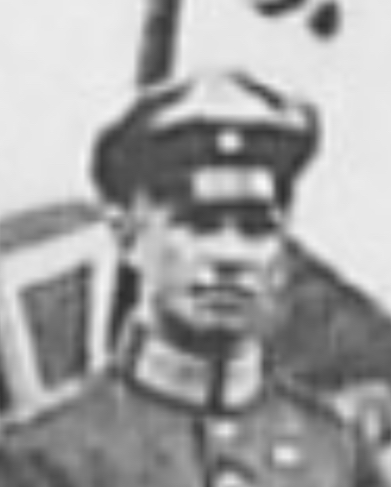
Erich Offermann, Leutnant Jagdstaffet 10, 1917

## Leben
Er stammte aus einer angesehenen Monschauer und Imgenbroicher Tuchmacherdynastie (siehe hierzu auch Tuchmacherhof Offermann). Sein Studium und die Assistenzzeit absolvierte er bei der RWTH Aachen. Bei seinem anfänglichen Weg in die Fliegerei wurde er von Otto Honigmann, Sohn von Moritz Honigmann unterstützt, weil seine Familie kein Interesse an diesem Berufsweg hatte.

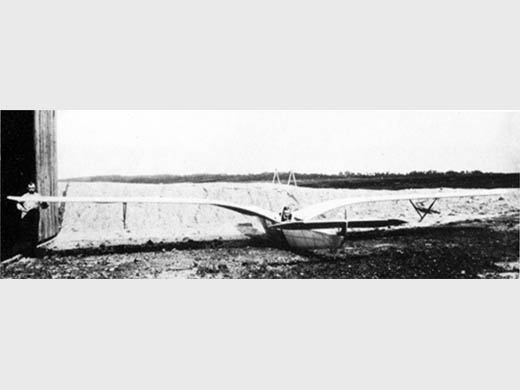
Jahr des ersten Fluges des Entengleiters im Jahr 1910, Hersteller Erich Offermann

Seine ersten Flugversuche fanden 1907 mit einem selbst gebauten Doppeldecker-Gleiter bei Seffent, Aachen, statt. Inspiriert zum Bau bemannter Gleitflugzeuge hatten ihn die Modellflug-Versuche Jacob Goedeckers am Lousberg. Auf Grund der besseren Windverhältnisse zog es ihn in die Eifel, wo er von 1909 bis 1910 bei Mützenich einen 200 Meter langen Erdhügel aufschütten ließ. Auf dem Gelände befand sich auch eine Halle für die Flugmaschinen. Gestartet wurden die Maschinen über ein Katapult, das aus einem Schacht, einem 300 kg schweren Gewicht und einer Umlenkrolle bestand.
Die Flugversuche des motorlosen Gleitfluges fanden zwischen 1910 und 1912 statt. Er verbesserte damit den motorlosen Gleitflug und plante die Entwicklung eines Motorflugzeuges mit geringem Luftwiderstand. In seinen Bestrebungen wurde er von den Aachener Professoren Junkers und Reissner gefördert. Offermann zählt durch seine Flugzeugkonstruktionen, aber auch wegen der Starttechnik mittels Katapult, zu den wichtigen Pionieren des Segelflugsports zu Anfang des 20. Jahrhunderts.
Im Ersten Weltkrieg trat er als Kriegsfreiwilliger in die Streitkräfte ein. Er war dann Pilot der Feldflieger Abteilung 30 (FFA 30) und später der Jagdstaffel 10 (Jasta 10) im Dienstgrad Leutnant.
Offermann war Ingenieur. Aus einem seiner Beiträge in der Zeitschrift Flugsport aus dem Jahr 1925 geht hervor, dass er zumindest gegen Ende des Ersten Weltkriegs auch als Abnahmepilot für die Heeresverwaltung tätig war. Die Jahrbücher der 1912 gegründeten Wissenschaftlichen Gesellschaft für Flugtechnik e.V. (WGF) und des Folgeverbands Wissenschaftliche Gesellschaft für Luftfahrt (WGL; ab 1914), wo er Mitglied war, weisen ihn auch bis 1920 als Leiter der Technischen Abteilung der Deutschen Luft-Reederei nach. Von 1919 bis 1925 war er auch bei den Junkers Flugzeugwerken in Berlin tätig. Er sollte für Junkers beispielsweise im Frühjahr 1920 in Argentinien die Möglichkeiten zur Gründung einer südamerikanischen Luftverkehrsgesellschaft erkunden, der zwei F 13 bereitgestellt werden sollten. Einer weiteren Flugsport-Ausgabe aus dem Jahr 1925 ist zu entnehmen, dass er zudem am 1925 gegründeten Institut der Rhön-Rossitten-Gesellschaft, aus der später die Deutsche Forschungsanstalt für Segelflug hervorging, die flugwissenschaftlichen Aufgaben bearbeitete. 1929 wurde er als Nachfolger von Oberstleutnant a. D. Siegert deutscher Vertreter des Daniel Guggenheim Fund.
Ab 1925 beteiligte sich Erich Offermann auch an deutschen und Internationalen Flugwettbewerben und Rundflügen. Bei der Teilnahme am Europarundflug 1930 stürzte er mit seinem Begleiter Erich Jerzembski am 26. Juli bei der Landung in Lyon in Südfrankreich tödlich ab, als er mit seiner Messerschmitt M23c mit einer Hochspannungsleitung kollidierte. Offermann wurde auf dem Friedhof Heerstraße in Berlin beigesetzt.

## Publikationen (Auswahl)
- Gleitflüge aus den Jahren 1908 bis 1912. In: Flugsport, Nr. 22, Frankfurt am Main 1920, S. 492–501.
- Technik und Ökonomik im Luftverkehr mit Flugzeugen, 12 S., in: Zeitschrift für Flugtechnik und Motorluftschiffahrt. 1921, H. 19 u. 20
- Verfahren zur Vorberechnung der Selbstkosten in Luftverkehrs-Betrieben und Charakterisierung anteiliger Einflüsse, in: Band 7 von Berichte und Abhandlungen der wissenschaftlichen Gesellschaft für Luftfahrt, 28 S., Verlag R. Oldenbourg, 1922
- Anfänge des europäischen Luftverkehrs. In: Jahrbuch für Luftverkehr 1924, München 1924, S. 1–13.
- Der Flug ohne Motor. In: Deutsche Luftfahrt, Verlag Deutscher Wille, Berlin 1925.
- Riesenflugzeuge. In: Handbuch der Flugzeugkunde, Band 4, Richard Carl Schmidt & Co., Berlin 1927